# Lionel Couch
Lionel Couch (* 1913; † 1989, Vereinigtes Königreich) war ein britischer Artdirector.
Couch war von 1947 bis 1980 in der Branche aktiv. In seiner Schaffenszeit wurde er zweimal für den Oscar für das beste Szenenbild nominiert, einmal für Söhne und Liebhaber (1960) und 1969 für seine Arbeit an Königin für tausend Tage. Des Weiteren wirkte Couch in den 1960er und 1970er Jahren vielfach an Filmen der Carry-On…-Filmreihe mit.

## Filmografie, Künstlerische Leitung (Auswahl)
- 1959: Ist ja irre – Lauter liebenswerte Lehrer (Carry On Teacher)
- 1960: Söhne und Liebhaber (Sons and Lovers)
- 1961: Nicht so toll, Süßer (Carry On Regardless)
- 1965: Zwischenfall im Atlantik (The Bedford Incident)
- 1965/66: Geheimauftrag für John Drake (Danger Man, Fernsehserie, 13 Folgen)
- 1966: Ist ja irre – Nur nicht den Kopf verlieren (Don’t Lose Your Head)
- 1967: Casino Royale
- 1969: Das total verrückte Campingparadies (Carry On Camping)
- 1969: Königin für tausend Tage (Anne of the Thousand Days)
- 1970: Liebe, Liebe usw. (Carry On Loving)
- 1971: Heinrichs Bettgeschichten oder Wie der Knoblauch nach England kam (Carry On Henry)
- 1971: Ein Streik kommt selten allein (Carry On at Your Convenience)
- 1972: Schütze dieses Haus (Bless This House)
- 1972: Die total verrückte Oberschwester (Carry On Matron)
- 1972: Ein total verrückter Urlaub (Carry On Abroad)
- 1973: Dracula braucht frisches Blut (The Satanic Rites of Dracula)
- 1974: Mach’ weiter, Dick! (Carry On Dick)
- 1975: Der total verrückte Mumienschreck (Carry On Behind)
- 1976: Retter der Nation (Carry On England)